# NGC 6505
NGC 6505 ist eine elliptische Galaxie vom Hubble-Typ E/S0 im Sternbild Drache am Nordsternhimmel. Sie ist schätzungsweise 577 Millionen Lichtjahre von der Milchstraße entfernt und hat einen Durchmesser von etwa 190.000 Lichtjahren. Im Jahre 2025 konnte mit dem Weltraumteleskop Euclid um ihren Kern ein vollständiger Einsteinring beobachtet werden.
Das Objekt wurde am 27. Juni 1884 von Lewis A. Swift entdeckt.

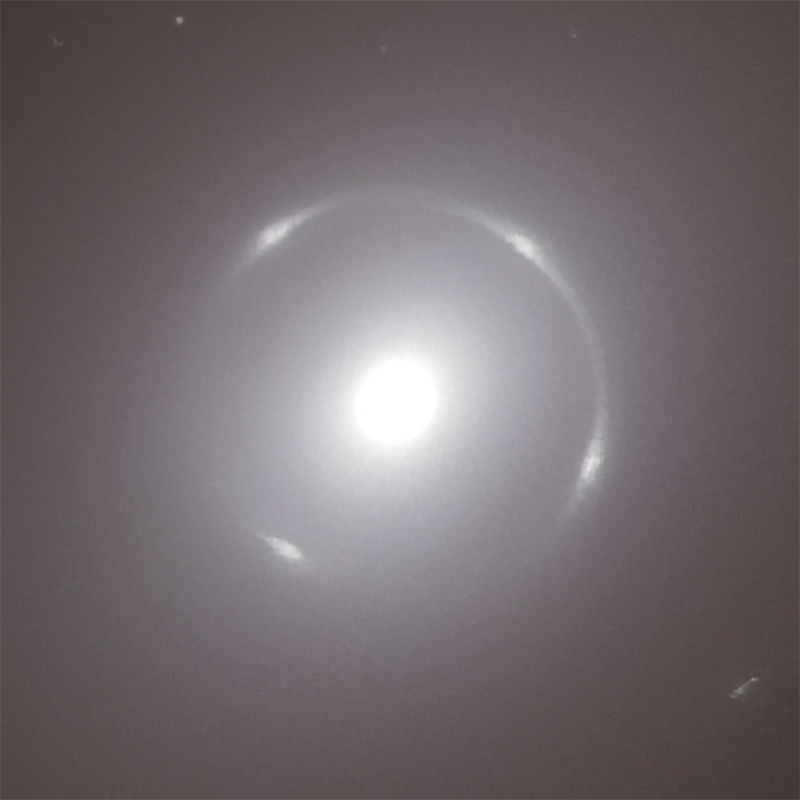
Ausschnitt  mit dem hellen Einsteinring, der das Zentrum der Galaxie umgibt